# Jessie (tv-serie)
 For alternative betydninger, se Jessie. (Se også artikler, som begynder med Jessie)
Jessie er en amerikansk tv-serie, der havde premiere 27. april 2012 på Disney Channel. Serien er lavet og produceret af Pamela Eells O'Connell. Første sæson havde premiere i USA 30. september 2011 på Disney Channel. Første sæson indeholder 15 episoder og der er fire sæsoner i alt. Og der er også blevet lavet nogle specielle sær-episoder som varer længere end normalt bl.a. aloha Jessie.

## Handling
Serien handler om den 18-årige Jessie, der flytter fra sin familie i en lille by i Texas til storbyen New York. Der får hun jobbet som barnepige for fire børn i den rige Ross-familie. Derfra følger man Jessie og hendes op- og nedture som familiens børnepasser.

## Personer
Jessie Prescott (Debby Ryan) er en 18-årig pige fra en lille by i Texas. Hun er i fuld gang med at vænne sig til storbylivet samtidig med, at hun passer de fire børn i Ross-familien.
Emma Ross (Peyton List) er 13 år og dermed den ældste af børnene i Ross-familien. Hun er også det eneste biologiske barn af Morgan og Christina Ross.
Luke Ross (Cameron Boyce) er en 12-årig dreng, der er adopteret fra Detroit. Han elsker at drille folk, og ser sig selv som en gentleman, hvilket også hænger sammen med hans sympati for Jessie.
Ravi Ross (Karan Brar) er den næstyngste af de fire Ross-børn. Han er 10 år og adopteret fra Indien. Han er det nyeste medlem i Ross-familien.
Zuri Ross (Skai Jackson) er den kreative og fantasifulde 7-årige pige, der er adopteret fra Afrika ved fødslen. Hun er den yngste af Ross-børnene.
Hr. Kipling (et rigtig stort firben) som er Ravi's kæledyr. I starten går det for at være et han-firben, men, efter et afsnit hvor de er i junglen og Kipling finder en "ven", der har gjort "ham" drægtig, ændres navnet til Fru Kipling.
Bertram (Kevin Chamberlin) er en doven butler.